# Organització Revolucionària Interior Macedònia – Moviment Nacional Búlgar
Organització Revolucionària Interior Macedònia – Moviment Nacional Búlgar (búlgar ВМРО - Българско национално движение ВМРО-БНД)/Vatreschna makedonska revoljuzionna organizacija - Balgarsko Natsionalno Dvizhenie, VMRO-BND) és un partit polític de Bulgària fundat el 1989 a Iugoslàvia dins de la Federació d'Associacions Culturals Macedònies (Съюза на македонските културно-просветни дружества). Es considera successor de la històrica Organització Revolucionària Interior Macedònia. El seu líder és Krassimir Karakatxànov, i entre els principals dirigents hi ha Slavtxo Atanàssov, alcalde de Plòvdiv. A les eleccions legislatives búlgares de 2001 es presentà en coalició amb el Moviment del Dia de Jordi, però només va obtenir el 3,63% dels vots. A les eleccions legislatives búlgares de 2005 formà part de la coalició Unió Popular Búlgara, que va obtenir el 5,2% i 13 escons.

## Resultats electorals
| Any      | Vots                            | %                               | Escons                          | +/–                             | Pos.                            | Govern                          |
| -------- | ------------------------------- | ------------------------------- | ------------------------------- | ------------------------------- | ------------------------------- | ------------------------------- |
| 1997     | Dins l'ODS                      | Dins l'ODS                      | 137 / 240                       | 137                             | 1r                              | Coalició                        |
| 2001     | VMRO-Gergyovden                 | VMRO-Gergyovden                 | 0 / 240                         | 137                             | 5è                              | Extraparlamentari               |
| 2005     | Dins el BNS                     | Dins el BNS                     | 13 / 240                        | 13                              | 7è                              | Oposició                        |
| 2009     | No se'ls va permetre participar | No se'ls va permetre participar | No se'ls va permetre participar | No se'ls va permetre participar | No se'ls va permetre participar | No se'ls va permetre participar |
| 2013     | 66,803                          | 1.89                            | 0 / 240                         | =                               | 8è                              | Extraparlamentari               |
| 2014     | Dins el Front Patriòtic         | Dins el Front Patriòtic         | 19 / 240                        | 19                              | 5è                              | Suport                          |
| 2017     | Dins Patriotes Units            | Dins Patriotes Units            | 12 / 240                        | 7                               | 3r                              | Coalició                        |
| Abr 2021 | 116,430                         | 3.58                            | 0 / 240                         | 8                               | 7è                              | Extraparlamentari               |
| Jul 2021 | Dins Patriotes Búlgars          | Dins Patriotes Búlgars          | 0 / 240                         | =                               | 7è                              | Extraparlamentari               |
| Nov 2021 | 28,319                          | 1.07                            | 0 / 240                         | =                               | 9è                              | Extraparlamentari               |
| 2022     | 20,177                          | 0.78                            | 0 / 240                         | =                               | 10è                             | Extraparlamentari               |
| 2023     | No hi van participar            | No hi van participar            | No hi van participar            | No hi van participar            | No hi van participar            | No hi van participar            |
| Jun 2024 | 21,273                          | 0.96                            | 0 / 240                         | =                               | 12è                             | Extraparlamentari               |
| Oct 2024 | No hi van participar            | No hi van participar            | No hi van participar            | No hi van participar            | No hi van participar            | No hi van participar            |

### Parlament Europeu
| Any  | Líder            | Vots                        | %                           | Escons | +/– | Grup |
| ---- | ---------------- | --------------------------- | --------------------------- | ------ | --- | ---- |
| 2009 |                  | Dins la Coalició Endavant   | Dins la Coalició Endavant   | 0 / 18 | Nou | –    |
| 2014 | Nikolay Barekov  | Dins Bulgària Sense Censura | Dins Bulgària Sense Censura | 2 / 17 | 2   | ECR  |
| 2019 | Angel Dzhambazki | 143,830                     | 7.14 (#4)                   | 2 / 17 | =   | ECR  |
| 2024 | Angel Dzhambazki | 42,022                      | 2.09 (#9)                   | 0 / 17 | 2   | –    |